# Laura Carlin
Pour les articles homonymes, voir Carlin (homonymie).
Laura Carlin, née en 1980, est une artiste peintre, céramiste, illustratrice et auteure pour la jeunesse britannique.

## Biographie
Laura Carlin, artiste peintre, céramiste,, illustratrice et auteure jeunesse, est diplômée du Royal College of Art en 2004. Elle travaille à l'aquarelle, l'acrylique, et aux crayons de couleurs.
Son travail a reçu de nombreux prix,, dont, par trois fois, une mention au prix international BolognaRagazzi, à la Foire du livre de jeunesse de Bologne : dans la catégorie Fiction en 2011 et 2014, et dans la catégorie Non Fiction en 2025. 
Elle est lauréate du Grand Prix de Bratislava en 2015 de la Biennale d'illustration de Bratislava (BIB),, prix international d'illustration : seuls deux lauréats sont britanniques depuis la création de ce prix en 1967.
Elle déclare « son admiration pour John Burningham et André François ».
Elle illustre également dans la presse, pour  Vogue, The New York Times, The Guardian, The Observer, The Sunday Telegraph ou The Independent.
Elle a collaboré avec Quentin Blake au développement de The House of Illustration, une galerie d'illustrations de Londres, ville où elle réside.

## Publications

### Auteure du texte et illustratrice
- (en) A world of your own, Phaidon Press, 2014
  - Un monde rien qu'à toi[8], traduit de l'anglais par Emmanuel Plisson, Phaidon, 2014
- (en) The wicked cometh, 2018
  - L'oeillet de velours, traduit de l'anglais par Mathias Lefort, Milady, 2019
- (en) Ten Days in Tokyo, autopublié
- (en) London: a History, Walker Books, 2024

### Illustratrice
- (en) Le Grand Meaulnes, texte de Alain-Fournier traduit en anglais par Frank Davison, The Folio Society, 2008
- (en) The Iron Man, texte de Ted Hughes, Walker Books, 2010
- (en) Chekhov Collected Stories (4 Volumes), Anton Chekhov, The Folio Society, 2010
- (en) The promise, texte de Nicola Davies, Walker Books, 2013
- (en) King of the sky, texte de Nicola Davies, Walker books, 2018
- (en) The space we're in, texte de Katya Balen, Bloomsbury children's books, 2019

## Prix et distinctions
- Prix Sheila Robinson Drawing[3]
- Quentin Blake Award[3]
- National Magazine Award 2004[3]
- Uniqlo Fashion Illustration Award[3]
- Victoria & Albert Illustration Awards[3] 2010
- Mention au prix BolognaRagazzi 2011, catégorie Fiction, Foire du livre de jeunesse de Bologne[4] (Italie) pour The iron man, sur un texte de Ted Hughes
- Mention au prix BolognaRagazzi 2014, catégorie Fiction, Foire du livre de jeunesse de Bologne[5] (Italie) pour The Promise, sur un texte de Nicola Davies
- New York Times Best Illustrated Books Awards 2014[3],[9] pour The Promise, sur un texte de Nicola Davies
- Finaliste Médaille Kate-Greenaway 2015[10] pour The Promise, sur un texte de Nicola Davies
- Grand Prix de Bratislava 2015 de la Biennale d'illustration de Bratislava (BIB)[3],[7] pour A world of your own et pour The iron man (texte de Ted Hughes)
- (international) « Honour List » 2016[11] de l' IBBY pour  The Promise, sur un texte de Nicola Davies
- New York Times Best Illustrated Books Awards 2017[12] pour King of the Sky, texte de Nicola Davies.
- Finaliste Médaille Kate-Greenaway 2018[13] pour King of the Sky, texte de Nicola Davies
- Sélection Médaille Carnegie 2021[14] pour The Space We’re In, texte de Katya Balen
- Mention au prix BolognaRagazzi 2025, catégorie Non Fiction, Foire du livre de jeunesse de Bologne[6] pour London: a History qu'elle a écrit et illustré.

## Quelques expositions
- Foire du livre de jeunesse de Bologne 2016[2]
- « Laura Carlin: Ceramics », Quentin Blake Centre for Illustration[15], Londres, 2016-2017